# 闹花丛
《闹花丛》，清朝姑苏署名痴情士的性文学长篇话本小说。

## 内容
本书讲述了明朝弘治时期发生的庞国俊与刘玉蓉等之间一妻四妾的婚姻故事。

## 思想
全书旨要在于宣扬性欲的合理性和反对封建礼教，肯定男女之间的两性关系。

## 版本
全书四卷十二回。

## 禁毁
清朝统治者为了稳定政权，控制文化，列出了各种各样的禁书，其中有六大禁书，《闹花丛》为其中之一。六大禁书为：《载花船》、《蜃楼志》、《品花宝鉴》、《闹花丛》、《株林野史》、《绿野仙踪》。道光二十四年，浙江官府下令禁毁《闹花丛》，同治七年，江苏巡抚丁日昌再次查毁《闹花丛》。